# Eremospatha tessmanniana
Eremospatha tessmanniana är en enhjärtbladig växtart som beskrevs av Odoardo Beccari. Eremospatha tessmanniana ingår i släktet Eremospatha och familjen Arecaceae. Inga underarter finns listade i Catalogue of Life.